# Кирил Маричков
 Тази статия е за българския музикант.  За архитекта вижте Кирил Маричков (архитект).  
Кѝрил Кѝрилов Ма̀ричков е български певец, музикант и композитор, най-известен с работата си в рок групите „Щурците“, „Бъндараците" и „Фондацията".

## Биография

### Произход и младежки години
Кирил Маричков е потомък на видния български революционер и политик Георги Странски. Внук е на видния архитект Киро Маричков, а по майчина линия – на диригента Борис Левиев. Баща му, Кирил Кирилов Маричков (1919 – 2000), учи право и дипломация отначало в Сорбоната в Париж, после в Лозана. Майка му, Ирина Левиева (1922 – 1997), е художничка.
Първите стъпки на Маричков на музикалното поприще са рок формацията „Бъндараците“. Там свири на бас китара, а през 1967 г., след като Бъндараците се разделят, Маричков и барабанистът Петър Цанков основават Щурците.

### Щурците
Най-големите си успехи като музикант и изпълнител Кирил Маричков постига с „Щурците“. Групата е създадена през 1967 г., а името ѝ е избрано след конкурс в радиопредаване. Първоначално младите музиканти свирят кавърверсии или композиции на утвърдени поп композитори, но постепенно се ориентират към изграждането на собствено звучене, основано на авторски композиции, отличаващи се със стилово разнообразие – рокендрол, хардрок и прогресив рок. Кирил Маричков е фронтмен, басист, певец и основен композитор на своята група. В списъка на създадените от него песни са хитове като „Рок в минало време“, „Вкусът на времето“, „Конникът“, „Клетва“, „Вълшебен цвят“.
Щурците са един от съставите, наред с ФСБ, Сигнал и Ахат, които могат да претендират за титлата „най-влиятелна българска рок група на 20 век“.

### След Щурците

#### Музикална дейност
С преустановяването на активната творческа и концертна дейност на Щурците, Кирил Маричков се отдава на солови проекти и обществени ангажименти. Първият му самостоятелен опит е саундтракът на култовия филм „Вчера“ през 1988 г., включващ песента „Клетва“. По-късно издава два солови албума („Зодия Щурец“ и „Искам да кажа“), в записите на които участват както гост музиканти, така и останалите членове на Щурците.
През 1997 г. продуцира първия си самостоятелен албум, „Зодия Щурец“, като песните са изцяло по негова музика, издаден е от Балкантон на аудиокасета и компактдиск. През 1999 г. пише музиката и изпълнява песента „Моят свят“ (м. и ар. К. Маричков, т. Иван Андонов) към сериала „Дунав мост“, която е считана за един от най-големите му хитове като самостоятелен певец. Това е и единственият текст на режисьора Иван Андонов, писан за песен. Следва вторият му солов албум „Искам да кажа“, на който отново е продуцент и композитор, но е издаден от Орфей мюзик. През 2002 г. записва песента „Обичам те завинаги“ (м. и ар. К. Маричков, т. Ал. Петров), която се превръща в голям хит – освен самостоятелно, я записва и в дует с Белослава. 
Понякога се събира с колегите си от групата за отделни концерти или за кратки турнета, като например „40 години Щурците“ през лятото на 2007 г. по повод на 40-годишнината от създаването на състава. Често пъти музикантите са вземали участие в соловите му албуми.
През 2011 година той е ментор в „Гласът на България“. Неговият отбор стига до финала, но не печели конкурса.
От 2013 г. до смъртта си е член на супергрупата „Фондацията“.
През 2015 г. Стефкос мюзик издава в две отделни части, на два компактдиска, компилацията „Най-доброто от Кирил Маричков и Щурците“. Всички включени песни са по музика на Маричков, като освен най-големите хитове на групата, компилацията съдържа и много солови песни на Маричков, но в тях участват и музикантите от групата.
През 2019 г. продуцира и издава последния си солов албум „75“, като музиката е изцяло негова, сам осъществява записите на песните в студио „Щурец“ и взема участие в смесването и мастеринга.

#### Обществена дейност
Наред с десетки български културни дейци като Васил Найденов, Богдана Карадочева, Тодор Колев, Йосиф Сърчаджиев, Стефан Димитров, Блага Димитрова, Васко Кръпката и др., в началото на 90-те години на 20 век Кирил Маричков активно се включва в движението на демократичната опозиция против управлението на БСП (бившата БКП). През 1990 г. Маричков е избран за народен представител от листата на коалиция СДС в VII велико народно събрание, но по-късно го напуска. По време на предизборната кампания „Щурците“ записват популярната песен „Аз съм просто човек“, която се превръща в неофициален химн на опозицията.

#### Държавни отличия
През 2010 г. е удостоен с орден „Св. св. Кирил и Методий“ първа степен за особено големите му заслуги в областта на културата и изкуството.
През 2020 г. получава и най-високото държавно отличие – орден „Стара планина“ I степен.

### Смърт
Кирил Маричков умира на 79 години на 11 октомври 2024 г. При качване на сцена за концерт на „Фондацията“ в село Селановци пада и получава тежка черепно-мозъчна травма, в резултат на която умира в линейката, на път за болницата в Оряхово.

## Дискография

### Студийни албуми
- 1997 – „Зодия Щурец“
- 2002 – „Искам да кажа“
- 2019 – „75“

### Макси сингли
- 1996 – „Вярвам в теб“/ „Клетва“
- 2002 – „Обичам те завинаги“

### Компилации
- 2015 – „Най-доброто от Кирил Маричков и Щурците“, част 1 и 2

### Филмова музика
- Вчера (1987)
- Адио, Рио (1989)
- Индиански игри (1990)
- Вампири, таласъми (1992)
- Дунав мост (1999)

## Памет
- На 30 юни 2025 г. на фасадата на дома на Кирил Маричков в София е открита плоча в негова памет.[11]